# After the Gold Rush (Lied)
After the Gold Rush ist ein von Neil Young geschriebener Song, der 1970 als Titelsong des gleichnamigen Albums erschien.

## Song
Das Lied besteht aus drei Strophen, die sich in der Vergangenheit (einem mittelalterlichen Fest) über die Gegenwart (in einem ausgebrannten Keller) bis zur Zukunft (die „Auserwählten“ fliegen in einem silbernen Raumschiff  davon) bewegen. Auf der Originalaufnahme werden neben dem Gesang zwei Instrumente im Song verwendet: ein Klavier und ein Waldhorn. Die Textzeile „Look at Mother Nature on the run / In the 1970s“ wurde von Young oft auf das aktuelle Jahrzehnt angepasst.
Dolly Parton erzählte zur Aufnahme ihrer Coverversion von 1999:

„Als wir das Trio-Album machten, fragte ich Linda und Emmy, was es bedeutete, und sie wussten es nicht. Also haben wir Neil Young angerufen, aber er wusste es auch nicht. Wir fragten ihn, was es bedeutete, und er sagte: „Verdammt, ich weiß es nicht. Ich habe es eben geschrieben. Es hing davon ab, was ich damals einnahm. Ich denke, ich habe für jede Strophe etwas anderes eingenommen.““

## Coverversionen
Das Lied wurde vielfach gecovert. 1973 wurde es von Prelude interpretiert, deren A-Cappella-Version weltweit unter den Top-40-Hits war. Weitere Versionen gibt es von Thom Yorke, K.d. lang, The Flaming Lips, The King’s Singers, Michael Hedges, Nena und Natalie Merchant. Linda Ronstadt, Dolly Parton und Emmylou Harris haben ihn 1999 in ihr Album Trio II aufgenommen und wurden für ihre Version mit einem Grammy ausgezeichnet. Parton veröffentlichte 1996 auch eine Solo-Version des Songs – sie änderte mit der Erlaubnis von Neil Young die Textzeile „I felt like getting high“ zu „I felt like I could cry“.
Patti Smith nahm das Lied 2012 für ihr Album Banga auf. Auch in Konzerten von Tori Amos, Dave Matthews, Neil Finn und Nana Mouskouri wurde der Song gespielt.
Billy Corgan spielte eine Version in der The Howard Stern Show.
2019 spielte Dolly Parton den Song bei den Grammy Awards 2019 mit Maren Morris und Miley Cyrus.